# Valter Di Salvo
Valter Di Salvo (Roma, Italia, 2 de julio de 1963 (61 años) es un preparador físico italiano, más conocido por su trabajo con grandes clubes de fútbol profesional en Europa.

## Biografía
Di Salvo lleva más de 22 años preparando físicamente a jugadores de algunos de los mayores equipos de Europa, como son la Lazio, en la que estuvo 15 años, o el Manchester con el que ha trabajó las dos últimas temporadas, junto con Carlos Queiroz y al que ha conseguido hacer campeón de la Premier League. Precisamente, al lado del entrenador portugués llegó por primera vez hace cuatro campañas al Real Madrid. Esta será la segunda oportunidad de demostrar que es uno de los mejores preparadores físicos del mundo. 
Su trayectoria está muy vinculada a los clubes italianos, famosos por su fortaleza física. A la vez que conseguía la cátedra de Educación Física en una de las universidades romanas, comenzó ejercitando a dos clubes modestos de la Serie C, para pasar después al Lazio, en el que permaneció durante 15 años, bajo las órdenes en algunas temporadas del ex seleccionador inglés Sven Goran Eriksson. Precisamente, se encontraba allí cuando Carlos Queiroz le llamó para que se hiciera cargo de la primera plantilla del Real Madrid, con la que trabajó durante la temporada 2003-2004.
Tras una campaña en Madrid, se marchó hasta Mánchester, donde estableció un estricto calendario de entrenamientos y dietas, siendo especialmente llamativo el calentamiento que organizaba para los jugadores antes de cada encuentro. 
Di Salvo es un gran amante de los ejercicios técnicos y del trabajo en el gimnasio, dos de los ejes de su preparación física. Aunque todo el trabajo que realiza la plantilla va en función de las necesidades y características de cada jugador y de la posición que tengan sobre el terreno de juego. De hecho, ya en su primera etapa en el Real Madrid realizó "entrenamientos a la carta", siguiendo de este modo fielmente su filosofía de trabajar de manera específica e individual con cada jugador. La mejor forma, en opinión del ya preparador físico del Real Madrid de "mejorar el rendimiento de los futbolistas y mejorar su rendimiento sobre el terreno de juego".
Tras la despedida del cuerpo técnico de Carlo Ancelotti se reincorporá en las filas del siguiente técnico del real Madrid.
- Datos: Q7912655